# تپه هاواریری
تپه هاواریری مربوط به دوره اشکانیان است و در شهرستان گرمی، بخش مرکزی، دهستان اجارو د مرکزی، روستای آزادلی واقع شده و این اثر در تاریخ ۱۲ دی ۱۳۸۶ با شمارهٔ ثبت ۲۰۳۰۶ به‌عنوان یکی از آثار ملی ایران به ثبت رسیده است.